# Ottavio Barbieri
Ottavio Barbieri (30. dubna 1899, Janov Italské království – 28. prosince 1949, Janov Itálie) byl italský fotbalový záložník i trenér.
Kromě jedné sezony, kterou strávil na konci své fotbalové kariéry v Sampierdarenese, působil celou kariéru v Janově. Odehrál za klub 299 utkání a vstřelil 11 branek. Celkem získal dva tituly ligy (1922/23, 1923/24).
První utkání za reprezentaci odehrál v roce 1921 proti Belgii (3:2). Celkem odehrál 21 utkání a hrál i na OH 1924.
Po kariéře hráče se stal trenérem. Působil v 10 klubech. Největším úspěchem bylo vítězství na neoficiálním mistrovství ligy v roce 1944. Poslední klub, který vedl, bylo Lucchese v roce 1949. Dne 28. prosince 1949 zemřel ve věku 50 let.

## Hráčská statistika
| Sezóna  | Klub            | Liga      | Liga   | Liga | Ligové poháry | Ligové poháry | Ligové poháry | Kontinentální poháry | Kontinentální poháry | Kontinentální poháry | Celkem | Celkem |
| Sezóna  | Klub            | Soutěž    | Zápasy | Góly | Soutěž        | Zápasy        | Góly          | Soutěž               | Zápasy               | Góly                 | Zápasy | Góly   |
| ------- | --------------- | --------- | ------ | ---- | ------------- | ------------- | ------------- | -------------------- | -------------------- | -------------------- | ------ | ------ |
| 1919/20 | Janov           | 1. Divize | ?      | ?    | -             | 0             | 0             | -                    | 0                    | 0                    | ?      | ?      |
| 1920/21 | Janov           | 1. Divize | ?      | ?    | -             | 0             | 0             | -                    | 0                    | 0                    | ?      | ?      |
| 1921/22 | Janov           | 1. Divize | 9      | 1    | -             | 0             | 0             | -                    | 0                    | 0                    | 9      | 1      |
| 1922/23 | Janov           | 1. Divize | 9      | 1    | -             | 0             | 0             | -                    | 0                    | 0                    | 9      | 1      |
| 1923/24 | Janov           | 1. Divize | 12     | 0    | -             | 0             | 0             | -                    | 0                    | 0                    | 12     | 0      |
| 1924/25 | Janov           | 1. Divize | 26     | 1    | -             | 0             | 0             | -                    | 0                    | 0                    | 26     | 1      |
| 1925/26 | Janov           | 1. Divize | 17     | 5    | -             | 0             | 0             | -                    | 0                    | 0                    | 17     | 5      |
| 1926/27 | Janov           | 1. Divize | 25     | 1    | IP            | ?             | ?             | -                    | 0                    | 0                    | 25     | 1      |
| 1927/28 | Janov           | 1. Divize | 32     | 0    | -             | 0             | 0             | -                    | 0                    | 0                    | 32     | 1      |
| 1928/29 | Janov           | 1. Divize | 29     | 1    | -             | 0             | 0             | Stř.P                | 2                    | 0                    | 31     | 1      |
| 1929/30 | Janov           | Serie A   | 31     | 0    | -             | 0             | 0             | Stř.P                | 2                    | 0                    | 33     | 0      |
| 1930/31 | Janov           | Serie A   | 22     | 1    | -             | 0             | 0             | -                    | 0                    | 0                    | 22     | 1      |
| 1931/32 | Janov           | Serie A   | 9      | 0    | -             | 0             | 0             | -                    | 0                    | 0                    | 9      | 0      |
| 1932/33 | Sampierdarenese | Serie B   | 3      | 0    | -             | 0             | 0             | -                    | 0                    | 0                    | 3      | 0      |
| Celkem  | Celkem          | Celkem    | 224+   | 12+  | -             | ?             | ?             | -                    | 4                    | 0                    | 228+   | 12+    |

## Hráčské úspěchy

### Klubové
- 2× vítěz italské ligy (1922/23, 1923/24)

### Reprezentační
- 1x na OH (1924)